# Русское (фильм)
«Русское» — российский художественный фильм, снятый режиссёром Александром Велединским по мотивам произведений Эдуарда Лимонова «Подросток Савенко», «Молодой негодяй», «У нас была Великая Эпоха», «Русское», «Мой отрицательный герой». Премьера состоялась 3 февраля 2005 года.

## Сюжет
Действие фильма разворачивается в конце 1950-х годов в Харькове. 16-летний Эдик Савенко живёт в коммуналке с матерью, Раисой Фёдоровной, и отцом, который, как подозревает подросток, ему не родной: слишком уж сдержанно относится он к сыну.
Эдик влюблён в красивую девушку Светку, однако она соглашается на близость лишь в том случае, если он сводит её в ресторан. Поиски денег для ужина с любимой становятся для юноши навязчивой идеей: он ищет заначку в белье у матери и в кителе у отца, пытается продать трофейную бритву, ночью вскрывает кассу в магазине — всё безуспешно. Тем временем Светка отправляется в ресторан с местным вором.
От отчаяния Эдик крепко напивается и среди ночи приходит к Светке домой. Подросток читает ей за дверью собственные стихи, а за спиной держит нож. Однако удар он наносит не вероломной возлюбленной, а себе: разрезает лезвием запястье. С диагнозом «попытка самоубийства» герой попадает в Сабурку — харьковскую психиатрическую клинику, которая своими мрачными бараками, решётками и колючей проволокой напоминает концлагерь. Обитатели палаты, в которой лежит Эдик, читают журнал «Новый мир», ведут разговоры о скифских фресках и Врубеле, цитируют Маяковского и Хлебникова. Светка приносит в больницу мандарины, мать с отцом — сетки с едой, друг Славка — блокнот для новых стихов.
Однажды ночью пациентам удаётся перепилить решётку, и Эдик убегает на свободу. На воле ему суждено погулять менее суток: мать, которую главврач заверил, что сына завтра же выпишут, сдаёт юношу санитарам. Теперь его помещают в наблюдательную палату, где он лежит на голом матрасе со связанными руками. Во время очередного свидания с родными Эдик требует, чтобы Раиса Фёдоровна пошла к местным хулиганам и сообщила им, что его «здесь убивают». Мать выполняет просьбу сына, и уже следующей ночью хулиганы устраивают беспорядки на территории больницы. Крики «Свободу Эду!» сопровождаются звоном разбитых стёкол. Врачам передают записку: «Если вы не отпустите братишку, мы сожжём вашу богадельню». Назавтра Эдика осматривает специально прибывший в Харьков знаменитый профессор Архипов, который заявляет, что в основе поступков Эдика — не болезнь, а невнимание мира.

## Сценарий
По словам Александра Велединского, сценарий был написан им в 1998 году — «фактически в стол».

Идея снять фильм по произведениям Эдуарда Лимонова у меня возникла до того, как он стал фигурой одиозной. Здесь главным героем мог быть кто угодно — совсем не обязательно тот Лимонов, с которым он ассоциируется у нас в сознании. Поэт и хулиган — на мой взгляд, очень русская черта. Зло и добро сосуществуют в одном человеке, одно питает другое— режиссёр Александр Велединский
Когда началась подготовка к съёмкам, сценарий привезли в Лефортовскую тюрьму, где в ту пору находился Эдуард Лимонов. Времени на знакомство с рукописью у него почти не было: «Адвоката в тот день долго ко мне не пускали, а когда, наконец, пустили, был уже конец дня. Тюрьма закрывалась. Я перелистал сценарий. И всё».

## Съёмки
Значительная часть съёмок проходила в Харькове. Для того, чтобы воспроизвести атмосферу 1959 года, киногруппа пригласила альпинистов. Они закрыли рекламные стенды и современные кондиционеры, торчащие на стенах зданий. Со стоянок пришлось отогнать тысячи автомобилей. Сцены праздничных народных гуляний, приуроченных к 7 ноября, снимали в сильный мороз. Поэтому массовку приходилось постоянно менять: люди на глазах белели от холода. Для съёмок в психиатрической больнице создатели фильма арендовали один из химических институтов. Антураж там сохранился с советских времён — обшарпанные здания, решётки на окнах.

## Отклики и рецензии
Фильм вызвал неоднозначную реакцию в прессе. Наиболее высокие оценки дали киносценарист Александр Миндадзе, обнаруживший в картине «темперамент, эмоции, страсть», и актёр Виктор Сухоруков, заявивший, что «фильм заслуживает глубокого внимания моего народа».
Киновед Мария Кувшинова сравнила историю «неудобного подростка Эдика» с фильмом «Чучело»: та же сила восприятия и такое же обаяние.
Литературовед Лев Аннинский увидел в фильме «нормальное современное шмыгание с налётом социально-исторической апокалиптики», однако дать ответ на вопрос «Хорош ли фильм?» затруднился.
По мнению корреспондента «Известий» Кирилла Алёхина, режиссёр добавил избыток романтических красок в образ главного героя: «Уж больно он чистенький и аккуратненький по сравнению с окружающей пьяно-воровской слякотью». Режиссёр Алексей Учитель назвал «Русское» «средненьким, ровным фильмом», в котором нет ни явных провалов, ни по-настоящему ярких эпизодов. Кинокритик Виктор Матизен уже в первой полнометражной ленте Велединского усмотрел «программный характер» режиссёра, который «декларирует принципиальное сходство между творцом и преступником, состоящее в вызове общественным правилам и нарушении порядка».
Киновед Андрей Плахов отметил, что от общего построения картины «веет не столько свободой, сколько неряшливостью». Елена Плахова сочла, что режиссёр ошибся с выбором актёра, играющего главную роль: у Андрея Чадова получился «обычный трудный подросток с гормональной бурей внутри, в нём нет зародышей будущего неукротимого реваншизма». С этой оценкой не согласился Юрий Гладильщиков, который не только назвал «Русское» одним из лучших отечественных фильмов года, но и предположил, что «братья Чадовы, Андрей и Алексей, ещё дадут жару нашему кино».
Весьма жёстко оценил работу Велединского драматург Валерий Залотуха: «Если режиссёр о чём и рефлексировал, так только о том, понравится ли самому Лимонову фильм о самом Лимонове. <…> Лимонову понравилось. Мне — нет».

## Создатели фильма
- Режиссёр — Александр Велединский
- Сценарий — Александр Велединский
- Оператор — Павел Игнатов
- Композитор — Алексей Зубарев
- Продюсеры — Максим Лагашкин, Сергей Члиянц, Алексей Алякин

## В фильме снимались
- Андрей Чадов — Эдик Савенко
- Ольга Арнтгольц — Светка Новикова
- Евдокия Германова — мать Эда (Раиса Фёдоровна Зыбина)
- Михаил Ефремов — отец Эда (Вениамин Иванович Савенко)
- Дмитрий Дюжев — Славка «Цыган» Заблодский
- Алексей Горбунов — урка Горкун
- Владимир Стеклов — Михаил Моисеевич Зильберман
- Максим Лагашкин — Магеллан
- Виктор Раков — пациент Михайлов
- Юрий Ваксман — пациент дядя Саша
- Анатолий Залюбовский — Кадик
- Александр Робак — Аваз
- Галина Польских — врач Нина Павловна
- Валерий Баринов — профессор Архипов
- Любава Грешнова — Манька (дебют в кино)

## Фестивали и призы
- Участие в официальной программе XXVI Московского кинофестиваля. Конкурс «Дебют» (2004)
- Второй приз в номинации «Лучший игровой фильм» на XX кинофестивале «Окно в Европу» (2004)[7]
- Кинофестиваль «Московская премьера» (2004)[8]:
  - приз за лучшую мужскую роль — Андрею Чадову
  - приз Московского союза кинематографистов и журнала «Кинопроцесс»
  - приз Федерации киноклубов Москвы
- Участие в Неделе русского кино «Париж-Арт-Москва» (Париж, 2004)
- Участие в Неделе русского кино (Нью-Йорк, 2004)